# Luz Mery Rojas
Luz Mery Rojas Llanco (* 20. Juni 1993 in Huancayo) ist eine peruanische Leichtathletin, die sich auf den Langstreckenlauf spezialisiert hat. 2023 wurde sie Südamerikameisterin im 10.000-Meter-Lauf.

## Sportliche Laufbahn
Erste Erfahrungen bei internationalen Meisterschaften sammelte Luz Mery Rojas im Jahr 2010, als sie bei den Jugendsüdamerikameisterschaften in Santiago de Chile in 7:12,04 min die Silbermedaille über 2000 m Hindernis gewann. Bei den Crosslauf-Weltmeisterschaften 2011 in Punta Umbría erreichte sie nach 21:56 min Rang 58 im U20-Rennen und anschließend siegte sie in 10:53,59 min über 3000 m Hindernis bei den Juniorensüdamerikameisterschaften in Medellín und gewann in 17:16,70 min die Silbermedaille im 5000-Meter-Lauf. Bereits zuvor sicherte sie sich bei den Panamerikanischen Juniorenmeisterschaften in Miramar in 17:00,10 min die Silbermedaille über diese Distanz. 2014 wurde sie beim Lima-Halbmarathon nach 1:17:38 h Dritte und anschließend gewann sie bei den U23-Südamerikameisterschaften in Montevideo in 35:32,56 min die Silbermedaille im 10.000-Meter-Lauf hinter der Chilenin Giselle Álvarez. Bei den Halbmarathon-Weltmeisterschaften 2016 in Cardiff gelangte sie nach 1:16:13 h auf Rang 60 und siegte anschließend in 1:17:27 h beim Lima-Halbmarathon sowie in 1:17:23 h, ehe sie in Lima in 1:11:55 h ein weiteres Mal siegte. 2017 belegte sie bei den Südamerikameisterschaften in Luque in 16:35,20 min den vierten Platz über 5000 m und siegte anschließend in 1:15:55 h beim Lima-Halbmarathon, ehe sie bei den Juegos Bolivarianos in Santa Marta mit 33:59,58 min die Silbermedaille über 10.000 m hinter ihrer Landsfrau Inés Melchor gewann. Im Jahr darauf wurde sie bei den Halbmarathon-Weltmeisterschaften 2018 in Valencia in 1:12:05 h 34. und gewann dann im Juni in 17:09,59 min die Silbermedaille über 5000 m bei den Südamerikaspielen in Cochabamba hinter ihrer Landsfrau Saida Meneses. Anschließend siegte sie in 16:08,77 min über diese Distanz bei den Ibero-Amerikanischen Meisterschaften im heimischen Trujillo und wurde im September beim Medellín-Halbmarathon nach 1:17:27 h Zweite.
2019 gewann sie in 15:46,27 min die Bronzemedaille über 5000 m bei den Südamerikameisterschaften in Lima hinter der Argentinierin Florencia Borelli und Carolina Tabares aus Kolumbien. Anschließend nahm sie an den Panamerikanischen Spielen ebendort teil und klassierte sich dort mit 15:46,52 min auf dem siebten Platz. 2022 gewann sie bei den Juegos Bolivarianos in Valledupar in 1:15:23 min die Silbermedaille im Halbmarathon hinter ihrer Landsfrau Gladys Tejeda und anschließend sicherte sie sich bei den Südamerikaspielen in Asunción in 15:49,85 min die Bronzemedaille über 5000 Meter hinter der Argentinierin Fedra Luna und Joselyn Brea aus Venezuela. Zudem gewann sie in 33:50,44 min auch die Bronzemedaille über 10.000 Meter hinter den Argentinierinnen Florencia Borelli und Daiana Ocampo. Im Jahr darauf siegte sie in 34:25,09 min über 10.000 Meter bei den Südamerikameisterschaften in São Paulo, ehe sie bei den Weltmeisterschaften in Budapest mit 33:19,61 min auf Rang 19 gelangte. Im Oktober siegte sie in 33:12,99 min über 10.000 Meter bei den Panamerikanischen Spielen in Santiago de Chile. 2024 wurde sie bei den Olympischen Sommerspielen in Paris in 2:37:24 h 62. im Marathon.
2018 wurde Rojas peruanische Meisterin im 5000-Meter-Lauf.

## Persönliche Bestleistungen
- 5000 Meter: 15:45,52 min, 19. April 2019 in Torrance
- 10.000 Meter: 33:07,74 min, 17. Juni 2023 in Lima
- 3000 m Hindernis: 10:44,7 min, 25. Juni 2011 in Lima
- Halbmarathon: 1:10:32 h, 21. Mai 2023 in Lima
- Marathon: 2:26:47 h, 18. Februar 2024 in Sevilla